# Inbiaphycus alatus
Inbiaphycus alatus är en stekelart som beskrevs av John S. Noyes 2004. Inbiaphycus alatus ingår i släktet Inbiaphycus och familjen sköldlussteklar.
Artens utbredningsområde är Costa Rica. Inga underarter finns listade i Catalogue of Life.